# Разгон (посёлок)
Разгон — посёлок при станции в Тайшетском районе Иркутской области России. Административный центр Разгонского муниципального образования. Находится примерно в 34 км к юго-востоку от районного центра.

## Население
По данным Всероссийской переписи, в 2010 году в посёлке при станции проживали 372 человека (184 мужчины и 188 женщин).
| 2002 | 2010 | 2011 | 2012 |
| ---- | ---- | ---- | ---- |
| 493  | ↘372 | ↘371 | ↘366 |